# Seznam angleških kitaristov
Seznam angleških kitaristov.

## A
- Gem Archer
- Pete Atkin

## B
- Matthew Bellamy
- Ritchie Blackmore
- James Blunt
- Julian Bream
- Mick Box

## C
- Paul Cairns
- Greg Carmichael
- Eric Clapton
- Andy Cox

## D
- Spencer Davis
- K. K. Downing
- Stephen Duffy

## F
- Robert Fripp

## G
- Andy Gill

## H
- Robert Hampson
- George Harrison
- Justin Hayward
- Dave Hill
- Noddy Holder
- Miles Hunt

## I
- Tony Iommi

## J
- James Honeyman-Scott
- Simon James (glasbenik)
- Mick Jones (The Clash)

## L
- Derek Leckenby
- John Lennon

## M
- John Martyn
- Dave Mason
- Glen Matlock
- Brian May
- John Mayall
- Gypie Mayo
- Alan Murphy
- Paul McCartney
- John McLaughlin

## N
- Brian Nash

## O
- Mike Oldfield

## P
- Jimmy Page
- Rick Parfitt
- Marco Pirroni
- John Power

## R
- Kimberley Rew
- Keith Richards
- Andrew Ridgeley
- Mick Ronson
- Gavin Rossdale
- Francis Rossi

## S
- Russell Senior
- Jeremy Spencer
- Andy Summers
- John Sykes

## T
- Andy Taylor
- Glenn Tipton
- Pete Townshend

## W
- Nick Webb
- Roy Wood